# 傑克·鮑威爾
傑克·鮑威爾（英語：Jack Powell；1994年1月29日—）是一位英格蘭足球運動員。在場上的位置是中場。他現在效力於英格蘭足球甲級聯賽球隊米爾沃爾足球俱樂部。

## 外部連結
足球数据库：傑克·鮑威爾的球员统计数据